# 集體協作
集體協作（英語：Mass collaboration），一種協作的模式，由許多人各自獨立的針對某個單一計劃進行協作。這樣的專案計劃，通常是被放置在網路上的社會性軟體，或是電腦協作工具（Collaboration tool），例如Wiki軟體。